# Wembley Wizards
Wembley Wizards é o nome dado à Seleção Escocesa de Futebol que derrotou a Inglaterra no estádio de Wembley em 1928 por 5 gols a 1 em uma atuação considerada antológica.